# Nguyễn Quang Hưng
Nguyễn Quang Hưng (hay còn gọi là Hưng Bầu) là một nhạc sĩ, nghệ sĩ ưu tú đàn bầu người Việt Nam. Anh có nhiều hoạt động nghệ thuật đáng chú ý tại VIệt Nam như biểu diễn đàn bầu, dàn dựng sân khấu, đạo diễn âm nhạc cho phim.

## Tiểu sử
Nguyễn Quang Hưng sinh năm 1982 và lớn lên tại xã Nghĩa Phúc, huyện Nghĩa Hưng, tỉnh Nam Định. Dù sinh ra trong gia đình không có truyền thống nghệ thuật nhưng anh được khuyến khích niềm đam mê âm nhạc từ nhỏ. Anh từng có 3 năm sinh hoạt và học đàn bầu tại Cung Văn hóa thiếu nhi tỉnh Nam Định Nguyễn Quang Hưng theo học đàn bầu tại Học viện Âm nhạc Quốc gia Việt Nam trong 12 năm. Anh sáng tác ca khúc đầu tay Tìm về tuổi thơ và giành giải Nhất cuộc thi Sáng tác trẻ mảng ca khúc do Nhạc viện này tổ chức năm 2004.

## Sự nghiệp
Trong thời gian học tập tại học viện âm nhạc, anh luôn được tham gia biểu diễn nhiều chương trình nghệ thuật trong những ngày kỷ niệm lớn của Việt Nam. Anh còn được cử đi biểu diễn ở nhiều nước trên thế giới như Pháp, Bỉ, Luxembourg, Ai Cập, Na Uy, Thụy Điển, trong đó đáng chú ý là Festival Tài năng âm nhạc trẻ Na Uy - Việt Nam - Ấn Độ tại 3 nước vào năm 2004.
Khi đang là sinh viên đàn bầu tại Học viện Âm nhạc Quốc gia Việt Nam, Nguyễn Quang Hưng đã sáng tác và đạo diễn âm nhạc cho phim Ma làng của đạo diễn Nguyễn Hữu Phần.
Năm 2016, Nguyễn Quang Hưng là nghệ sĩ khách mời đặc biệt tham dự Liên hoan Âm nhạc châu Âu tổ chức tại Hà Nội và thành phố Hồ Chí Minh. Anh cũng từng góp mặt trong chương trình biểu diễn phục vụ Đại hội đồng Nghị viện thế giới IPU132 tại Việt Nam. Anh cũng là Đạo điễn âm nhạc cho chương trình hội diễn chuyên nghiệp toàn quốc của các đoàn nghệ thuật tỉnh Hòa Bình, đoàn Quan họ Bắc Ninh 2018, và xây dựng các tiết mục hát độc tấu, hát nhóm cho Đoàn ca múa nhạc Việt Nam. Anh cũng đã mạnh dạn xây dựng một trang web với mong muốn giúp nhiều người có thể tiếp cận và thỏa mãn đam mê với cây đàn bầu.
Trong sáng tác nhạc phim, Nguyễn Quang Hưng nổi danh với những ca khúc mang âm hưởng dân ca và đặc biệt được biết đến với vai trò đạo diễn âm nhạc cho các bộ phim như Gió làng Kình hay Ma làng. Nguyễn Quang Hưng từng nhận lời làm đạo diễn âm nhạc cho bộ phim Thương nhớ ở ai của đạo diễn Lưu Trọng Ninh và Bùi Thọ Thịnh, bộ phim đoạt giải Cánh diều. Sau nhiều lần chỉnh sửa và thay đổi nhiều cách phối, anh ra mắt bản nhạc hoàn chỉnh với tựa đề Trầu không. Trầu không được thể hiện qua giọng hát của nữ ca sĩ Hồng Duyên, được coi là một phần không thể thiếu góp phần tạo nên thành công cho bộ phim này khi đoạt giải Cánh diều. Anh cũng đã sáng tác một số ca khúc theo đơn đặt hàng cho các đoàn nghệ thuật và đem về huy chương vàng cho các nghệ sĩ tham dự hội diễn như: Tâm tình người lính, Hội xuân, Thương kiếp con tằm, Suối nguồn...
Anh là giám đốc âm nhạc của các đêm nhạc đáng chú ý "Nụ cười mắt lá", "Khúc ru thời gian",... Trong một đêm nhạc, Nguyễn Quang Hưng đã mashup bài hát dân ca quan họ Bắc Ninh Cây trúc xinh và Attention của Charlie Puth bằng đàn bầu.

### Thành tích
- Giải Nhất cuộc thi Sáng tác trẻ mảng ca khúc do học viện Âm nhạc Quốc gia Việt Nam tổ chức năm 2004[2]
- Huy chương vàng tác phẩm "suối nguồn" (đoàn nghệ thuật Hòa Bình)[3]
- Huy chương vàng liên hoan Tâm tình người lính (đoàn nghệ thuật Biên phòng)[3]
- Giải Nhất cuộc thi Độc tấu và hòa tấu nhạc cụ truyền thống toàn quốc năm 2008 tại Hà Nội[3]
- Nghệ sĩ ưu tú (2019)[9]

## Nhận định
Báo Hànộimmới nhận xét rằng "Nguyễn Quang Hưng kiên trì, bền bỉ, say mê, tâm huyết với dòng nhạc dân tộc rồi thành công ở cả lĩnh vực sáng tác lẫn biểu diễn". Báo Công an Nhân dân cho biết "suốt hơn 20 năm đam mê, đắm đuối và sáng tạo theo cách của riêng mình, Nguyễn Quang Hưng giờ đây đang tràn đầy năng lượng và niềm tin trên con đường âm nhạc phía trước". Nguyễn Quang Hưng cũng từng được nhắc đến trong cuốn sách tự tuyện Nhắm mắt nhìn sao của nhạc sĩ khiếm thị Hà Chương. Hà Chương nhận xét anh là "người đang cho thấy độ chín trong biểu diễn đàn bầu", đồng thời nhận định tiếng đàn bầu của anh là "ngọt ngào, nũng nịu".